# Авдинский сельсовет
Авдинский сельсовет — сельское поселение в Уярском районе Красноярского края.
Административный центр — посёлок Авда.

## История
Статус и границы сельского поселения установлены Законом Красноярского края от 18 февраля 2005 года № 13-3040 «Об установлении границ и наделении соответствующим статусом муниципального образования Уярский район и находящихся в его границах иных муниципальных образований»

## Население
| 2010 | 2012 | 2013 | 2014 | 2015 | 2016 | 2017 |
| ---- | ---- | ---- | ---- | ---- | ---- | ---- |
| 554  | ↘536 | ↘518 | ↘499 | ↘488 | ↘476 | ↘461 |

## Состав сельского поселения
В состав сельского поселения входят 3 населённых пункта:
| № | Населённый пункт | Тип населённого пункта          | Население |
| - | ---------------- | ------------------------------- | --------- |
| 1 | Авда             | посёлок, административный центр | 411       |
| 2 | Авдинка          | посёлок                         | 5         |
| 3 | Покровка         | деревня                         | 138       |

## Местное самоуправление
Авдинский сельский Совет депутатов
Дата избрания: 14.03.2010. Срок полномочий: 5 лет. Количество депутатов: 7
Глава муниципального образования
- Гричухина Наталья Ивановна. Дата избрания: 14.03.2010. Срок полномочий: 5 лет